# Chalifert
Chalifert – miejscowość i gmina we Francji, w regionie Île-de-France, w departamencie Sekwana i Marna.
Według danych na rok 1990 gminę zamieszkiwało 831 osób, a gęstość zaludnienia wynosiła 343 osób/km² (wśród 1287 gmin regionu Île-de-France Chalifert plasuje się na 670. miejscu pod względem liczby ludności, natomiast pod względem powierzchni na miejscu 847.).